# 莫斯巴赫
莫斯巴赫（德語：Mosbach，發音：[ˈmoːsˌbax] ⓘ；南法兰克语：Mossbach）是德国巴登-符腾堡州卡尔斯鲁厄行政区内卡-奥登林山县的城市，也是内卡-奥登林山县的县治，面积62.16平方千米，2023年12月31日人口为23,647人。

## 友好城市
- 匈牙利 布达佩斯第二区
- 法國 蒂耶里堡
- 土耳其 菲尼凱
- 英格兰 利明頓
- 義大利 罗索利纳